# Jensen Ames
Jensen Ames est un personnage de fiction interprété par Jason Statham dans le film Death Race. Il est le personnage principal du film et la troisième personne à porter le masque de Frankenstein après Carl Lucas et Niles York.

## Biographie

### Avant la Prison
Jensen Ames est un ancien pilote de NASCAR qui vient de perdre son emploi dans l'aciérie où il travaillait. En rentrant chez lui, pour retrouver sa femme et sa fille, un intrus arrive, tue sa femme et le blesse avant de s'enfuir. Au moment de se réveiller, la police le surprend dans la cuisine à côté du cadavre de sa femme armé d'un couteau ensanglanté intentionnellement posé par l'intrus. Accusé du meurtre, Jensen est condamné à perpétuité au pénitencier de Terminal Island, pendant que sa fille est envoyée dans une famille d'accueil.

### La Prison
Arrivé à Terminal Island, il ne tarde pas à se faire des ennemis dont un gang de néo-nazi prônant la suprématie blanche dirigé par Pachenko (Max Ryan), l'accusant d'avoir tué sa propre femme et violé des enfants. Après une bagarre qui éclate à la cantine entre lui et les membres du gang, il est ensuite envoyé chez la directrice Hennessey (Joan Allen) qui le contraint à devenir le nouveau conducteur de la Ford Mustang de Frankenstein. En effet ce dernier a été violemment défiguré lors d'une course le forçant à porter un masque, et se trouve dans un état critique. Elle réussit à le convaincre de participer en lui affirmant qu'elle sait où sa fille a été placée après son incarcération. Comme les prisonniers sont libérés en gagnant cinq courses à la mort, en se faisant passer pour Frankenstein, Jensen n'aura qu'à gagner seulement qu'une course pour se faire libérer, puisque le légendaire conducteur masqué avait à son actif quatre victoires. Jensen rencontre ensuite son équipe qui est composée de Coach (Ian McShane), le chef d'équipe qui est en liberté conditionnelle depuis trois ans, De Gunner (Jacob Vargas), le mécanicien, et de Lists (Frederick Koehler), l'intello qui sait tout sur le monde de la course, notamment sur les conducteurs. Ainsi, il lui présente ses concurrents, Hector Grimm (Robert Lasardo) alias «Grimm L'Eventreur», un psychopathe clinique notable et tueur en série à ses heures perdues, Travis Colt (Justin Mader), un ancien pilote de NASCAR essayant de regagner sa renommée, 14K (Robin Shou), dixième de sa génération appartenant à la Triade et considéré comme le plus intelligent de la prison sachant qu'il est diplômé du MIT. Jensen apprend aussi que Pachenko est le conducteur représentant le gang néo-nazi qu'il a combattu plus tôt.
Il rencontre ensuite sa navigatrice, Case (Natalie Martinez), qui se trouve être la navigatrice précédente de Frankenstein. Pendant la course, Jensen voit que Pachenko fait le même geste de main que l'intrus qui a tué sa femme, ce qui révèle donc qu'il tout autre que l'assassin de sa femme. Le système d'armement de la Mustang tombe encore en panne, il improvise et parvient à lancer sur la voiture de Travis un bidon de napalm avec le siège éjectable de Case, laissant celle-ci finir le travail avec un allume-cigare et le tuant instantanément. Il finit dernier lors de cette première épreuve.
Jensen comprend qu'il n'est là que pour garder la légende de Frankenstein vivante et pour le profit personnel de Hennessey. Il confronte Hennessey au sujet de celui-ci, mais plutôt que de répondre, elle lui montre des photos de son bébé habitant avec ses nouveaux parents adoptifs, lui demandant s'il pense qu'il pourrait mieux s'occuper d'elle qu'eux. Hors de lui mais impuissant, il prend les photos et part. La nuit avant l'Etape 2, Jensen fait irruption dans le garage de Pachenko pour se confronter à lui. Il est attiré dans un guet-apens par Pachenko mais est aidé par Lists qui plante son stylo dans le dos du leader, permettant à Jensen de se reprendre et de frapper Pachenko. Sa vengeance est interrompue par le gardien en chef, Ulrich (Jason Clarke), qui lui conseille de garder sa haine pour la course.
Jensen commence l’Étape 2 et questionne Case sur ses intentions, menaçant de l'éjecter au plafond d'un tunnel si elle ne lui répond pas honnêtement. Elle lui confie alors qu'elle a été forcée par Hennessey de saboter les armes de défense de Frankenstein pour qu'il ne gagne pas sa liberté, et de cette façon elle gagnerait la sienne. Jensen se rend compte qu'il ne survivra pas à la Course à la mort, il n'est là que pour mourir si un autre «Frankenstein» potentiel est amené dans la prison et qu'il est juste un pion chargé de faire de l'audimat. Il cherche à assouvir sa vengeance pendant l'étape 2 en immobilisant et retournant la voiture de Pachenko. Alors que celui-ci rampe en dehors de l'épave, Jensen le rattrape, Pachenko essaye de plaider en sa faveur en lui avouant que son crime a été ordonné par Hennessey, mais Jensen lui répond qu'elle sera la prochaine et lui brise le cou, devant les caméras et en ayant bien-sûr pas oublié de porter le masque de Frankenstein.
La directrice Hennessey décide de lâcher le Dreadnought (le cuirassé), son arme secrète. Il s'agit d'un camion-citerne de dix-huit roues armé de mitrailleuses lourdes et de lance-flammes. Il tue tous les concurrents restant de la course sauf Machine Gun et Jensen, qui se sont alliés par la suite pour le détruire, ce qui met fin à la deuxième étape et déclenche une rage chez Hennessey.
Elle ordonne à Ulrich de cacher un explosif sous la voiture de Jensen avant l'étape 3, pour éviter qu'il gagne et qu'il ne révèle potentiellement le secret à propos du meurtre de sa femme. Jensen doit parler d'un plan d'évasion à Joe, sachant à présent qu'Hennessey n'aura aucune intention de le libérer.

### L'évasion

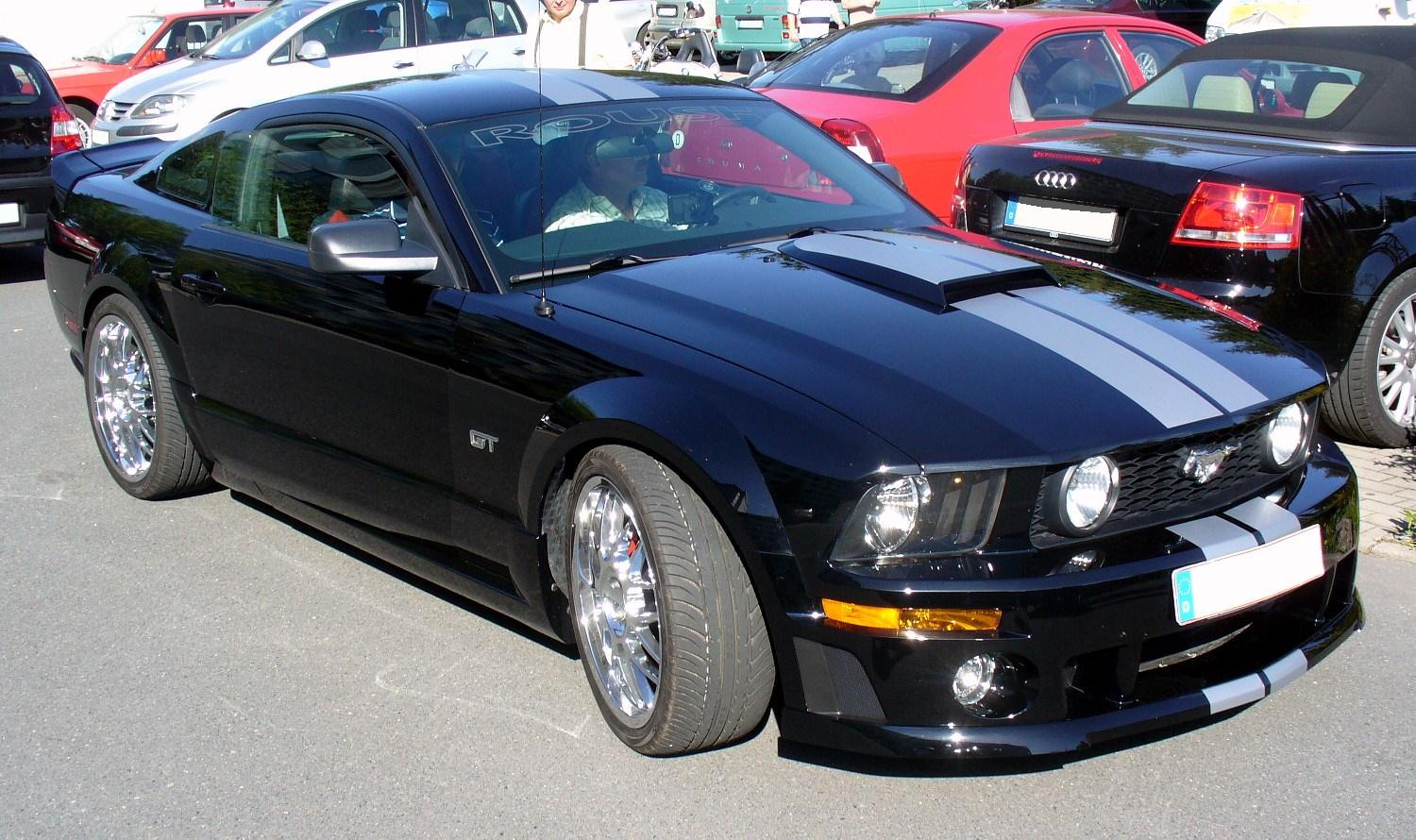
Ford Mustang, modèle de base de la voiture de Jensen dans le film

L'Étape 3 de la Course commence avec les deux survivants : Joe et Jensen (ainsi que Case). La course commence. Cependant, Hennessey l'empêche de récupérer des armes d'attaque et de défense et en les octroyant à Joe. Grâce à l'analyse d'une vidéo d'une course précédente, Case, Joe et Jensen détruisent un mur peu résistant et s'enfuient vers un pont, poursuivis par des voitures de police et des hélicoptères. Jensen relâche son réservoir de carburant sur ses poursuivants pour ralentir leur progression. Hennessey déclenche alors l'explosif sous la voiture de Jensen, mais "Coach" l'a intercepté à l'avance, l'a désamorcé et enlevé du véhicule ce qui se solde donc par un échec pour elle. Il proclame que «personne ne touche à ma voiture». Joe et Jensen se séparent, et Hennessey ordonne aux hélicoptères de se focaliser sur Jensen. Mais il échange sa place avec Case quand affirme qu'Hennessey a déjà signé ses papiers de libération, et qu'elle devait bien ça au vieux "Frankenstein". Il abandonne la voiture sans être vu pour détourner l'attention des hélicoptères, le croyant toujours à l'intérieur. Case sort du véhicule avec le masque de Frankenstein et se rend aux policiers. Joe retrouve Jensen et embarquent clandestinement dans un train pour s'échapper, se lamentant sur le fait qu'ils regrettent de n'avoir pas pu s'occuper de Hennessey. Plus tard, cette dernière affirme toujours gagner, mais Ulrich lui transmet un cadeau qui lui a été envoyé pour le nombre record de téléspectateurs qui ont souscrit à la Course à la mort. Lorsqu'elle ouvre le carton, elle y découvre un papier sur lequel est écrit "votre monstre...." avec la photo qu'il a récupéré auparavant et l'explosif qui a servi initialement à exploser la Mustang caché dedans. On voit ensuite Coach appuyer sur une télécommande, faisant exploser en arrière-plan le bureau d'Hennessey, et déclarant directement à la caméra, «Ce jeu, qu'est ce que je l'aime», la tuant elle et Ulrich instantanément.
Six mois plus tard, Jensen et Joe travaillent dans une casse de voitures au Mexique. Une voiture arrive et une femme sort, se révélant être Case qui a finalement réussi à retrouver la liberté grâce à ses papiers de libération et qui les a rejoints. Les deux hommes sont heureux de la voir et Jensen lui présente sa fille.
Le film se termine avec Jensen qui dit qu'il n'est pas certain de pouvoir offrir le meilleur avenir possible à sa fille, mais que personne ne pourra jamais l'aimer plus que lui.

## Sa Voiture
Comme tous les Frankenstein avant lui, Jensen Ames conduit une Ford Mustang GT Noire blindée avec des lignes rouges et armée d'un minigun ainsi que de divers gadgets particuliers.